# Agenesi
Agenesi är ett begrepp inom medicin som innebär att kroppsdelar eller organ inte utvecklades innan födseln. Ordet agenesi har sitt ursprung i grekiskan där ordet genesis betyder  uppkomst, ursprung eller födelse och prefixet a- syftar till ett nekande. Det bredare begreppet aplasi innefattar förutom agenesi en förlust av organ eller vävnad efter födseln.
Många former av agenesi är dödliga, medan andra endast orsakar mindre problem.
Anencefali är en sorts agenesi innebär en avsaknad av hjärna. Ameli innebär en total avsaknad av armar eller ben. Andra former av agenesi är avsaknad av njure, lunga, äggstock, testikel, urinblåsa, sköldkörtel och vissa skelettdelar.